# Janine Hinderlich
Janine Hinderlich (* 27. Januar 1990 in Berlin) ist eine deutsche Volleyballspielerin.

## Karriere
Hinderlich begann ihre Karriere im Jahr 2000 beim SV Preußen Berlin. 2004 wechselte die Mittelblockerin zum Nachwuchsteam VC Olympia Berlin. Mit den deutschen Junioren gewann sie 2006 die Schulweltmeisterschaft U18 sowie 2007 die Europameisterschaft der gleichen Altersklasse. 2009 wurde sie Weltmeisterin der U20. Im gleichen Jahr verpflichtete Bundesligisten SC Potsdam die Sportsoldatin. Im ersten Spiel der Saison 2011/12 zog sie sich einen Kreuzbandriss zu.